# 柑橘大戰 (美國大聯盟)
柑橘大戰指的是美國職棒大聯盟裡主場位於佛羅里達球隊間的對戰。

## 典故
公認的說法是因為佛羅里達州是美國的柑橘盛產地區，因此所在地皆位於佛羅里達州的美國職棒大聯盟國家聯盟邁阿密馬林魚與美國聯盟坦帕灣光芒（原名魔鬼魟）的跨聯盟組合被封為「柑橘大戰」。

## 歷史
在西元1993年以前，佛羅里達州只有春訓基地，及部分的小聯盟球隊在當地出賽，沒有任何一支大聯盟的球隊進駐佛羅里達州，但在1993年此一時代結束，因為美國職棒大聯盟再度擴編，使佛羅里達馬林魚開始以佛羅里達州首支美國職棒大聯盟球隊的身份於1993年出賽，並在1997年以外卡身份取得世界大賽冠軍，雖然美國職棒大聯盟在1997年就開辦跨聯盟賽事，但當時佛羅里達州就只有佛羅里達馬林魚這一支國家聯盟的球隊，但在隔年的1998年，美國職棒大聯盟再次擴編，坦帕灣魔鬼魟加盟美聯，使得佛羅里達州開始有兩支職業棒球隊，而佛羅里達州內部球隊的對戰也因而展開，因為兩隊所在地邁阿密與坦帕皆位於佛羅里達州，而佛羅里達州的特產即是柑橘，於是媒體開始以「柑橘大戰」來稱呼這兩隊的對戰組合。

### 跨聯盟季賽
1997年開始實施跨聯盟賽制後，雖然美國職棒大聯盟在1997年就開辦跨聯盟賽事，但當時佛羅里達州就只有佛羅里達馬林魚這一支國家聯盟的球隊，但在隔年的1998年，美國職棒大聯盟再次擴編，坦帕灣魔鬼魟加盟美聯，使得佛羅里達州開始有兩支職業棒球隊光芒和馬林魚之間首次可以在季賽中對戰；最初年兩隊每年僅在其中兩方主場對戰2場，1999年起改為每年在兩隊主場分別對戰三場。2013年由於休士頓太空人轉戰到美聯，兩隊每年僅在其中兩方主場對戰2場。
| 球季   | 系列勝隊      | 魔鬼魚/光芒勝場 | 馬林魚勝場 | 備註                                     |
| ------ | ------------- | --------------- | ---------- | ---------------------------------------- |
| 1998年 | 馬林魚        | 1               | 3          | 海豚球場，純品康纳室內球場。             |
| 1999年 | 馬林魚        | 1               | 5          | 馬林魚在兩次系列戰分別以2勝1敗和橫掃。   |
| 2000年 | 平手          | 3               | 3          | 兩隊分別在主場拿下2勝1敗的系列戰。       |
| 2001年 | 馬林魚        | 2               | 4          | 魔鬼魚在主場2勝1敗，在客場被橫掃。       |
| 2002年 | 魔鬼魚        | 4               | 2          | 魔鬼魚在兩次系列中都取得2勝1負成績。     |
| 2003年 | 馬林魚        | 0               | 3          | 佛羅里達馬林魚贏得世界大賽冠軍。         |
| 2004年 | 魔鬼魚        | 4               | 2          | 魔鬼魚在兩次系列中都取得2勝1負成績。     |
| 2005年 | 馬林魚        | 0               | 6          | 馬林魚在兩次系列中都橫掃對手。           |
| 2006年 | 魔鬼魚        | 4               | 2          | 馬林魚在主場2勝1敗，在客場被橫掃。       |
| 2007年 | 馬林魚        | 2               | 4          | 魔鬼魚在客場2勝1敗，在主場被橫掃。       |
| 2008年 | 光芒          | 5               | 1          | 光芒在兩次系列戰中主場橫掃，客場2勝1敗。 |
| 2009年 | 光芒          | 5               | 1          | 光芒在兩次系列戰中主場橫掃，客場2勝1敗。 |
| 2010年 | 馬林魚        | 2               | 4          | 馬林魚在兩次系列中取得2勝1敗的成績。     |
| 2011年 | 光芒          | 4               | 2          | 光芒在主場橫掃，馬林魚在主場2勝1敗。     |
| 2012年 | 光芒          | 5               | 1          | 光芒在客場橫掃，主場2勝1敗。             |
| 2013年 | 光芒          | 4               | 0          | 光芒兩次系列戰兩戰全勝。                 |
| 2014年 | 馬林魚        | 0               | 4          | 馬林魚兩次系列戰兩戰全勝。               |
| 2015年 | 光芒          | 5               | 1          | 光芒在主場2勝1敗，客場橫掃。             |
| 2016年 | 馬林魚        | 1               | 3          | 馬林魚主場一勝一負，客場兩戰全勝。       |
| 2017年 | 光芒          | 3               | 1          | 光芒主場一勝一負，客場兩戰全勝。         |
| 2018年 | 馬林魚        | 2               | 4          | 馬林魚在主場2勝1敗                       |
| 2019年 | 光芒          | 4               | 0          |                                          |
| 2020年 | 光芒          | 5               | 1          | 光芒拿下美聯冠軍                         |
| 2021年 | 光芒          | 5               | 1          |                                          |
| 2022年 | 光芒          | 4               | 0          |                                          |
| 2023年 | 光芒          | 3               | 1          |                                          |
| 2024年 | 光芒          | 3               | 1          |                                          |
| 2025年 | 平手          | 3               | 3          | 兩隊分別在主場拿下2勝1敗的系列戰。       |
| 總計   | 光芒(16–11–2) | 85              | 63         |                                          |